# Calderoni

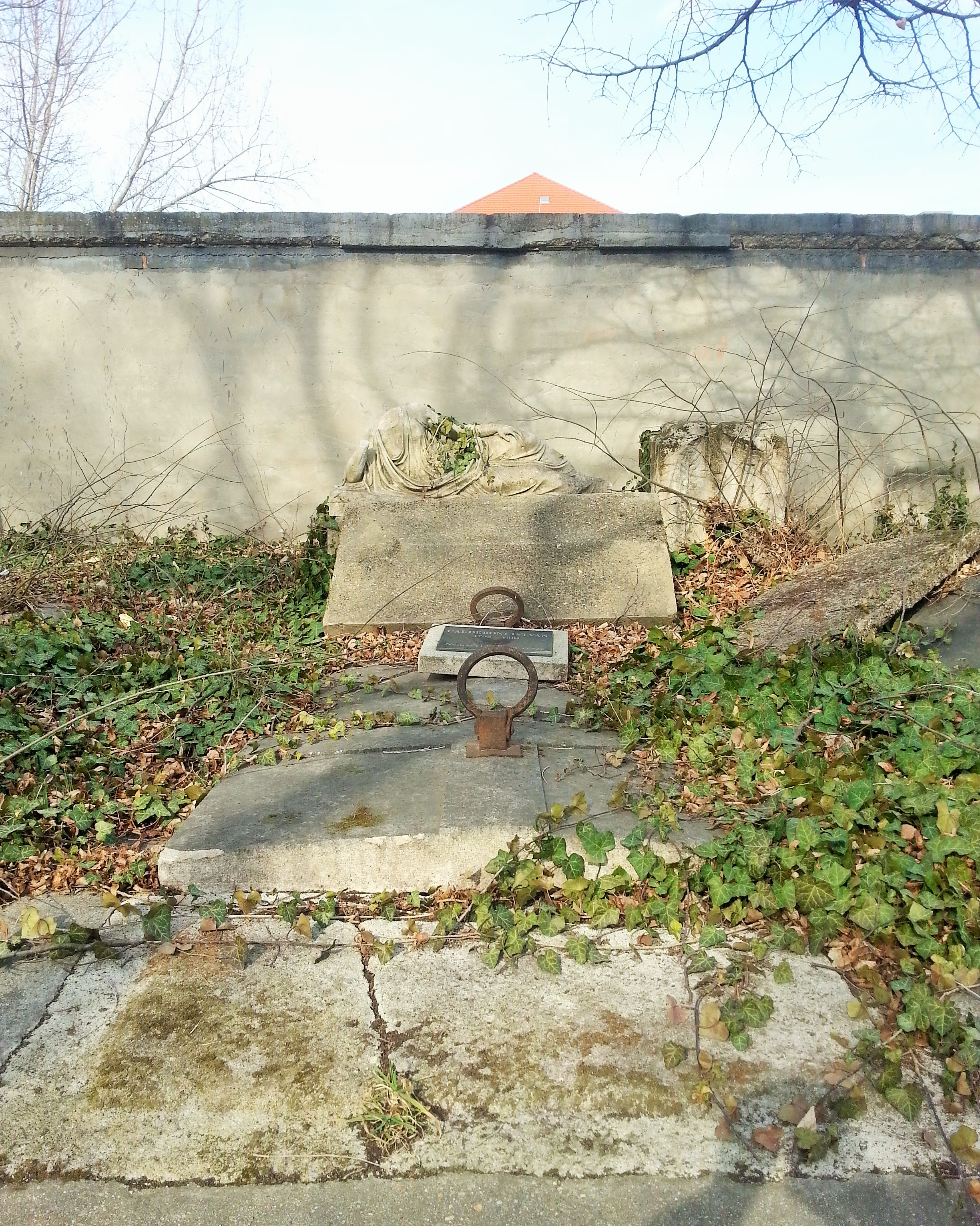
Calderoni István sírja a Kerepesi temetőben

## Calderoni István és Hopp Ferenc vállalata
Calderoni István (eredeti nevén Stefano Calderoni) olasz száramzású optikus a reformkorban költözött Pestre. 1819-ben optikai vállalkozásba fogott.  Egyik segédje Hopp Ferenc volt, aki Morvaországból költözött az 1850-es években Pestre. Hopp 13 éves korában már optikustanoncként dolgozott Calderoni Istvánnál, akinek felesége szintén Fulnekből származott. Calderoni, mivel nem volt fiúörököse, felkarolta barátjának unokaöccsét és támogatta annak tanulmányait. Fontosak voltak Hopp Ferenc életében azok az évek, mialatt a Calderoni-üzlet tanulójaként a pesti kereskedelmi iskolát látogatta, majd később az az idő, amit Bécsben, a bécsi optikus Weinbergernél töltött, majd New Yorkban Kahnnál. Hopp Ferenc tanulóéveinek elteltével a cég neve Calderoni és társa lett. Hopp Ferenc eredeti ötleteivel egyre nagyobb sikereket ért el. Optikus lett a társa, majd átvette az alapítótól a cég irányítását. A cég az 1860-as évektől kezdve gyártott és forgalmazott iskolai taneszközöket. Termékeivel Magyarországon kívül is ismertté vált. 

Hopp Ferenc 1861-ben hazatért, betársult Calderoni üzletébe, majd 1864-ben átvette a céget.
Hopp Ferenc a Calderoni és Társa cégnév megtartásával a vállalkozást továbbfejlesztette. Az optikai műszerek, fényképezőgépek készítése, forgalmazása mellett meghonosította Magyarországon az iskolai szemléltetőeszköz-gyártást. Bőséges vagyont szerzett munkájával. Híressé vált üzlete a Deák Ferenc és a Váci utca sarkán állt. Még Stein Aurél, a híres Ázsia-kutató is vásárolt itt fényképezőgépet.
1909-től a Calderoni Mű- és Tanszervállalat Rt.  a Váci utca 50. sz. alatt működött.

## A második világháború után
A második világháborút követően a  Calderoni Rt.-t 1949. március 28-án államosították, majd a Nehézipari Minisztérium 1949. augusztus 11-én kelt alapítólevelével megalapította a Calderoni Mű- és Tanszergyártó és Laboratóriumi Felszerelő Nemzeti Vállalatot. (A nevet később az Iskolai Taneszközök Gyára (ITG) név váltotta fel.)
Az Országos Tanszergyártó és Értékesítő Vállalat (Orsz. Tanszergyártó és Értékesítő Váll., rövidítve TANÉRT )1968. január 1-jén jött létre, az Iskolai Taneszközök Gyára (ITG), az Isk.-i Felszereléseket Értékesítő Vállalat (IFÉRT), és az Iskolai Filmintézet (IFI) összevonásával. A TANÉRT ezen a néven 1988-ig  működött. 
Négy budapesti boltján túl az 1. sz. Mechanikai Gyár Debrecenben, a 2. sz. Biológiai Gyár Budapest X. ker. Kozma u. 9-11. alatt működött.
1989-ben a monopolhelyzetben levő állami vállalat nevét CALDERONI Műszer-Taneszközgyártó és Forgalmazó Vállalatra változatták. (Székhelye 1088 Budapest Szentkirályi u. 8. alatt volt.) 
A privatizáció során 1994-től a vállalatot felszámolták. Egy részét a 3B Scientific nemzetközi vállalatcsoport 1994-ben megvásárolta, ez lett a budapesti BIO-CALDERONI Kft. Az egykori debreceni 1. sz. Mechanikai Gyárból lett a TECHNO CALDERONI Kft., amely később jogutóddal átalakult.